# Дубенский район (Ровненская область)
Ду́бенский райо́н (укр. Дубенський район; до 15 июня 1992 года — Ду́бновский) — административная единица на юге Ровненской области Украины. Административный центр — город Дубно.

## География
Площадь района — 3294 км² (в старых границах до 2020 года — 1200 км²).
Основные реки — Иква.

## История
Образован 17 января 1940 года в составе Ровенской области Украинской ССР, на территории города Дубно и бывших сельских гмин Варковичи и Дубно Дубенского повята Волынского воеводства. 21 января 1959 года к Дубенскому району была присоединена часть территории упразднённого Вербского района. В ходе хрущёвской административной реформы, в 1962 году район был укрупнён за счёт присоединения к нему территории Червоноармейского района и одного сельского совета Здолбуновского района. В 1966 году часть территории района вошла в состав восстановленного Червоноармейского района. В 1977 году город Дубно получил статус города областного подчинения и был выведен из состава района.
17 июля 2020 года в результате административно-территориальной реформы район был укрупнён, в его состав вошли территории:
- Дубенского района,
- Демидовского района,
- Млиновского района,
- Радивиловского района,
- а также города областного значения Дубно.

## Население
Численность населения района в укрупнённых границах — 170,4 тыс. человек.
Численность населения района в границах до 17 июля 2020 года по состоянию на 1 января 2020 года — 44 352 человека, из них городского населения — 2 616 человек (пгт Смыга), сельского — 41 736 человек.

## Административное устройство
Район в укрупнённых границах с 17 июля 2020 года делится на 19 территориальных общин (громад), в том числе 2 городские, 3 поселковые и 14 сельских общин (в скобках — их административные центры):
- Городские:
  - Дубенская городская община (город Дубно),
  - Радивиловская городская община (город Радивилов);
- Поселковые:
  - Демидовская поселковая община (посёлок Демидовка),
  - Млиновская поселковая община (посёлок Млинов),
  - Смыгская поселковая община (посёлок Смыга);
- Сельские:
  - Бокиймовская сельская община (село Бокийма),
  - Боремельская сельская община (село Боремель),
  - Варковичская сельская община (село Варковичи),
  - Вербская сельская община (село Верба),
  - Козинская сельская община (село Козин),
  - Крупецкая сельская община (село Крупец),
  - Мирогощанская сельская община (село Мирогоща Первая),
  - Острожецкая сельская община (село Острожец),
  - Подлозцевская сельская община (село Подлозцы),
  - Повчанская сельская община (село Повча),
  - Привольненская сельская община (село Привольное),
  - Семидубская сельская община (село Семидубы),
  - Таракановская сельская община (село Тараканов),
  - Ярославичская сельская община (село Ярославичи).

### История деления района
Количество местных советов (рад) в старых границах района до 17 июля 2020 года:
- поселковых — 1;
- сельских — 23.

Количество населённых пунктов в старых границах района до 17 июля 2020 года::
- посёлков городского типа — 1;
- сёл — 103.

## Транспорт
Через район проходят трассы Киев — Чоп М-06 / E 40 и Доманово — Тереблече М-19 / E 85.

## Достопримечательности
Скит святой праведной Анны Свято-Николаевского Городокского женского монастыря, с. Онишковцы.

## Известные люди
В районе родился Возницкий, Борис Григорьевич — Герой Украины.